# 米赫兰·哈鲁秋尼扬
米赫兰·哈鲁秋尼扬（1989年3月25日—），亚美尼亚男子摔跤运动员。他曾代表亚美尼亚参加2016年夏季奥林匹克运动会摔跤比赛，获得一枚银牌。他也曾参加2015年欧洲运动会。